# Одесский кружок футбола
Одесский кружок «Футбол» (ОКФ) — один из старейших футбольных клубов Одессы, основанный в 1908 году.
Учредители клуба — почётный гражданин Александр Георгиевич Кирсанов, прапорщик запаса Николай Александрович Виноградов, Житомирский мещанин Лука Осипович Петренко, капитан 13-го Стрелкового полка Андрей Иванович Посохов, крестьянин Подольской губернии Иван Антонович Шаевский, отставной поручик Константин Венедиктович Зданевич, подпоручик 205-го резервного Измаильского полка Василий Михайлович Крекнин, германско-подданный Юлий Юльевич Тайхман.
В состав комитета О.К.Ф. вошли: председатель клуба — Юлий Тайхман, товарищ председателя — Алексей Александрович Ван-дер-Шкруф, казначей — Карл Людвигович Горнштейн, секретарь — Николай Антонович Шаевский, члены комитета — Антон Бернардович Мотекайтес, австрийско-подданный Густав Андреевич Крейчи.
9 октября (22 октября) 1911 года клуб в качестве председателя возглавил британско-подданный — будущий первый в российском футболе арбитр международной категории Джон Герд, а Юлий Тайхман переведён в должность секретаря, в которой пробыл до января 1912 года, отказавшись от должности в пользу принятого в действительные члены клуба Абрама Гробмана. Все трое активно участвовали в создании Одесской футбольной коллегии судей, которая является первой официальной судейской организацией в истории российского, а впоследствии и советского футбола.
Помимо футбола клуб активно культивировал крикет, хоккей, лаун-теннис, крокет, фехтование и катание на коньках, а также устраивал музыкальные и танцевальные вечера, спектакли, праздники, балы, маскарады и другие увеселения с соблюдением всех установленных правил и с надлежащего на то разрешения.
В 1911 году О.К.Ф. стал одним из учредителей Одесской футбольной лиги и принял участие в первом в истории одесского футбола чемпионате города, в котором занял четвёртое место.
Непризнанным чемпионом России в составе сборной Одессы стал член клуба — вратарь Давид Каждан.
О.К.Ф. является прародителем одного из самых титулованных любительских футбольных клубов Одессы — «Локомотива»: после революции клуб был расформирован, а команда перешла под управление спортивного центра железнодорожников, и до ноября 1935 года, т.е. до появления добровольного спортивного общества «Локомотив», носила название «Железнодорожники».

## Достижения
- Чемпион Одессы 1917 (обладатель Кубка Джекобса)
- Обладатель Кубка Герда 1914, 1917

## Статистика выступлений

### Одесская футбольная лига
| Сезон   | Категория (лига) | И  | В  | Н | П  | Мячи  | О  | Место | Трофей          |
| ------- | ---------------- | -- | -- | - | -- | ----- | -- | ----- | --------------- |
| 1911    | 1 категория      | 6  | 0  | 0 | 6  | 0-7   | 0  | 4     |                 |
| 1911/12 | 1 категория      | 14 | 9  | 0 | 5  | 20-13 | 17 | 3     |                 |
| 1911/12 | 2 категория      | 10 |    |   |    |       |    | 2     |                 |
| 1911/12 | 3 категория      | 10 |    |   |    |       |    | 2     |                 |
| 1912/13 | 1 категория      | 14 | 5  | 1 | 8  | 9-21  | 11 | 6     |                 |
| 1912/13 | 2 категория      | 14 |    |   |    |       |    | 2     |                 |
| 1913/14 | 1 категория      | 14 | 3  | 0 | 11 | 7-26  | 6  | 6     |                 |
| 1913/14 | 2 категория      | 14 | 12 | 1 | 1  |       | 25 | 1     | Кубок Герда     |
| 1913/14 | 3 категория      | 10 | 3  | 2 | 5  |       | 8  | 4     |                 |
| 1914/15 | 1 категория      | 16 | 3  | 1 | 12 |       | 7  | 8     |                 |
| 1915/16 | 1 категория      | 10 | 2  | 3 | 5  | 7-25  | 7  | 5     |                 |
| 1915/16 | 2 категория      | 10 | 1  | 0 | 9  | 6-61  | 2  | 6     |                 |
| 1916/17 | 1 категория      | 10 |    |   |    |       | 16 | 1     | Кубок Джекобса  |
| 1916/17 | 2 категория      | 10 |    |   |    |       | 12 | 1     | Кубок Герда     |
| 1916/17 | 3 категория      | 6  |    |   |    |       | 5  | 2     |                 |
| 1917/18 | 1 категория      | 1  | 1  | 0 | 0  | 3-1   | 2  | 3     | сезон недоигран |
| 1917/18 | 2 категория      | 3  | 1  | 1 | 1  | 6-8   | 3  | 2     | сыгран 1 круг   |
| 1917/18 | 3 категория      | 3  | 2  | 0 | 1  | 13-5  | 4  | 2     | сыгран 1 круг   |

- О.К.Ф. в 1909 году
- О.К.Ф. в 1911 году